# Phantasis
Phantasis – rodzaj chrząszczy z rodziny kózkowatych i podrodziny zgrzypikowych.

## Zasięg występowania
Przedstawiciele tego rodzaju występują w Afryce od Sudanu na płn. po RPA na płd..

## Systematyka
Do Phantasis należy 9 gatunków:
- Phantasis ardoini
- Phantasis avernica
- Phantasis carinata
- Phantasis gigantea
- Phantasis nodulosa
- Phantasis sansibarica
- Phantasis satanica
- Phantasis stupida
- Phantasis tenebricosa